# Grand Prix automobile du Brésil 2014
GP précédent GP suivant
Le Grand Prix automobile du Brésil 2014 (Formula 1 Grande Prêmio Petrobras do Brasil 2014), disputé le 9 novembre 2014 sur le Circuit d'Interlagos, est la 915e épreuve du championnat du monde de Formule 1 courue depuis 1950. Il s'agit de la quarante deuxième édition du Grand Prix du Brésil comptant pour le championnat du monde de Formule 1 et la dix-huitième manche du championnat 2014.
Comme à Austin la semaine précédente, il n'y a que neuf écuries et dix-huit voitures en lice dans ce Grand Prix, Marussia F1 Team venant d'être mise en liquidation judiciaire tandis que Caterham F1 Team, aux prises avec des problèmes financiers, tente de sauver sa fin de saison en lançant une opération de financement participatif pour participer au Grand Prix suivant, à Abou Dabi.
À l'issue des qualifications, seulement 33 millièmes de seconde séparent Lewis Hamilton de Nico Rosberg qui a dominé la totalité des séances d'essais et réalise, sous le drapeau à damiers en fin de la Q3, la quatorzième pole position de sa carrière, pour une septième première ligne consécutive entièrement aux couleurs Mercedes. Les Williams sont à deux dixièmes de seconde des Flèches d'Argent, Felipe Massa devançant Valtteri Bottas sur la deuxième ligne pour le plus grand bonheur du public pauliste. La troisième ligne est occupée par Jenson Button et Sebastian Vettel, sixième sur la grille et premier pilote à ne pas disposer d'un moteur Mercedes. Les septième et huitième temps sont réalisés par Kevin Magnussen et Fernando Alonso alors que Daniel Ricciardo et Kimi Räikkönen s'élancent de la cinquième ligne.
En tête au premier virage, Nico Rosberg ne cède le commandement, durant les soixante-et-onze tours de course, qu'à l'occasion de ses trois arrêts au stand ; lors du deuxième, après 25 passages, Lewis Hamilton a la possibilité de prendre la tête avec trois tours rapides supplémentaires, mais il part à la faute dans le secteur « Descida do Lago » (virage no 4), au vingt-huitième tour. En sortant de la piste en demi-tête-à-queue, il perd sept secondes sur son rival et ses chances de victoire. S'il réduit par la suite son retard pour terminer dans les échappements de son coéquipier, il ne peut empêcher Rosberg de remporter la huitième victoire de sa carrière, sa cinquième cette année, la première depuis le Grand Prix d'Allemagne le 20 juillet. Mercedes bat les record des doublés (11) et des podiums (30) obtenus en une saison. Sous les viva du public, le « régional de l'étape » Felipe Massa termine troisième malgré un stop-and-go de cinq secondes pour excès de vitesse dans la voie des stands, et le fait qu'il se soit trompé de stand lors de son troisième arrêt.  Jenson Button prend le meilleur sur Sebastian Vettel, Fernando Alonso, Kimi Räikkönen et  Nico Hülkenberg, pour le gain de la quatrième place. Hülkenberg, qui a mené en début d'épreuve durant cinq tours pour la première fois cette saison, se classe huitième devant Kevin Magnussen et Valtteri Bottas, en délicatesse avec sa Williams, qui prennent les points restants. Daniel Ricciardo abandonne pour la seconde fois de la saison, sur casse de suspension de sa Red Bull RB10, après quinze courses terminées dans les points.
Si Hamilton (334 points) voit donc son avance au championnat se réduire à 17 points sur Rosberg (317 points), il n'a besoin que d'une deuxième place pour être sacré champion du monde si son coéquipier remporte la dernière course, à Abou Dabi, où les points sont doublés. Daniel Ricciardo, malgré son abandon, conserve sa troisième place (214 points). Sebastian Vettel, quatrième avec 159 points, gagne deux places et devance désormais Fernando Alonso, cinquième avec 157 points, et Valtteri Bottas qui chute à la sixième position avec 156 points. Mercedes creuse encore l'écart avec 651 points, Red Bull Racing (373 points) et Williams (254 points) restent deuxième et troisième devant Ferrari (210 points) ; suivent McLaren (161 points),  Force India (127 points), Toro Rosso (30 points), Lotus F1 Team (10 points) et Marussia F1 Team (2 points).

## Contexte avant le Grand Prix
En marge du Grand Prix du Brésil, les administrateurs judiciaires de l'équipe Marussia F1 Team annoncent avoir mis l'équipe en liquidation et licencié tout le personnel. Malgré une inscription de l'équipe pour la saison 2015 et des ressources financières liées aux droits de retransmission télévisuels assurées par le fait d'avoir marqué des points en 2014, aucun repreneur n'a été trouvé. FRP Advisory, la société chargée de la liquidation déclare : « regretter profondément cette situation et que l'équipe qui avait marqué ses premiers points cette année cesse son activité et ferme maintenant ses portes. »,,,,.
Caterham F1 Team, qui, comme Marussia a déclaré forfait pour cette course, tente de sauver sa fin de saison. L'administrateur judiciaire de Caterham, Finbarr O'Connell, annonce le mercredi 5 novembre que l'équipe sera en position de courir lors du dernier Grand Prix de l'année, à Abou Dabi : « Nous avons beaucoup d'espoirs d'être à Abou Dabi. Je pense même être assez confiant pour dire que je serais vraiment surpris si nous n'étions pas là-bas. J'ai vraiment de bons espoirs pour le futur de cette équipe. Les employés ont commencé à préparer la dernière course. C'est vraiment une équipe fantastique. » Deux jours plus tard, la situation est plus nuancée puisque l'écurie lance une opération de financement participatif pour envisager de prendre part au Grand Prix d'Abou Dabi. L'équipe de Leafield a besoin de récolter 3 millions d'euros avant le 14 novembre. En échange d'un don qui peut débuter à partir de 1 £ sterling, Caterham propose des objets collectors,,,,.

## Essais libres

### Première séance, le vendredi de 10 h à 11 h 30
| Pos. | Pilote          | Voiture            | Chrono         | Écart     |
| ---- | --------------- | ------------------ | -------------- | --------- |
| 1    | Nico Rosberg    | Mercedes           | 1 min 12 s 764 |           |
| 2    | Lewis Hamilton  | Mercedes           | 1 min 12 s 985 | + 0 s 221 |
| 3    | Daniil Kvyat    | Toro Rosso-Renault | 1 min 13 s 923 | + 0 s 959 |
| 4    | Fernando Alonso | Ferrari            | 1 min 13 s 742 | + 0 s 978 |
| 5    | Felipe Massa    | Williams-Mercedes  | 1 min 13 s 811 | + 1 s 047 |
| 6    | Max Verstappen  | Toro Rosso-Renault | 1 min 13 s 827 | + 1 s 063 |

Bien que la météo du week-end soit très incertaine, la première séance d'essais libres se tient par temps sec, sous une température de 19 °C, l'asphalte d'Interlagos étant à 27 °C sur la piste. Les pilotes s'élancent très vite en piste pour effectuer leur premier tour d'installation et se lancer à la découverte d'un circuit dont le bitume a été entièrement resurfacé et refait à neuf. Premier en piste, Jenson Button voit sa McLaren s'immobiliser à l'entrée de la voie des stands, moteur coupé. Les commissaires de piste le reconduisent à son box d'où il ne ressortira plus à cause d'un problème au niveau des systèmes de récupération d'énergie. Dans le même temps, la McLaren de son coéquipier Kevin Magnussen produit des étincelles impressionnantes en piste. Au volant de la Toro Rosso STR9 de Jean-Éric Vergne, Max Verstappen fixe le premier temps de référence en 1 min 19 s 999 en pneus « médium », le mélange le plus dur proposé par Pirelli. Le jeune Néerlandais éprouve de grandes difficultés à garder sa monoplace en piste à cause d'un asphalte très glissant. Il améliore néanmoins, en 1 min 17 s 712 alors qu'Adrian Sutil part au large dans son premier tour lancé avec sa Sauber C33 et que Daniel Juncadella, au volant d'une Force India part en tête-à-queue,,.
Avec le train de pneus supplémentaire de pneus que Pirelli met à la disposition des pilotes pendant la première demi-heure de la séance, Kimi Räikkönen passe en tête en 1 min 17 s 402, performance améliorée par son coéquipier Fernando Alonso, en 1 min 16 s 921. Nico Rosberg tourne ensuite en 1 min 15 s 450 et son coéquipier Lewis Hamilton en 1 min 15 s 337. Les deux pilotes Mercedes poursuivent leur lutte intestine, Rosberg tournant en 1 min 15 s 002, Hamilton répliquant en 1 min 14 s 172, Rosberg répondant en 1 min 14 s 001 avant de s'incliner face aux 1 min 13 s 468 d'Hamilton. Ils devancent les deux Red Bull RB10 de Daniel Ricciardo et Sebastian Vettel,,. 
Alors qu'il reste reste un peu plus d'une demi-heure, Nico Rosberg se replace en tête du classement en 1 min 13 s 122 puis 1 min 12 s 764, meilleur temps de la session. Alors qu'Esteban Gutiérrez reste immobilisé dans son stand durant de longues minutes en raison de problèmes techniques, Juncadella part à nouveau à la faute dans le double virage à droite où il s'est fait piéger une première fois et heurte le mur de pneus dans le virage no 8 ; sa monoplace est si endommagée que la séance est interrompue par un drapeau rouge pour permettre son évacuation en toute sécurité,,. 
La séance, relancée à vingt minutes du terme, voit ensuite les équipes évaluer la tenue des pneumatiques sur les longs relais. Verstappen effectue une sortie de piste sans conséquence, imité ensuite, à trois reprises, par Räikkönen,,. 
- Max Verstappen, pilote essayeur chez Scuderia Toro Rosso, remplace Jean-Éric Vergne lors de cette séance d'essais.
- Felipe Nasr, pilote essayeur chez Williams F1 Team, remplace Valtteri Bottas lors de cette séance d'essais.
- Daniel Juncadella, pilote essayeur chez Force India, remplace Sergio Pérez lors de cette séance d'essais.

### Deuxième séance, le vendredi de 14 h à 15 h 30
| Pos. | Pilote           | Voiture           | Chrono         | Écart     |
| ---- | ---------------- | ----------------- | -------------- | --------- |
| 1    | Nico Rosberg     | Mercedes          | 1 min 12 s 123 |           |
| 2    | Lewis Hamilton   | Mercedes          | 1 min 12 s 336 | + 0 s 213 |
| 3    | Kimi Räikkönen   | Ferrari           | 1 min 12 s 696 | + 0 s 573 |
| 4    | Daniel Ricciardo | Red Bull-Renault  | 1 min 12 s 956 | + 0 s 833 |
| 5    | Valtteri Bottas  | Williams-Mercedes | 1 min 13 s 035 | + 0 s 912 |
| 6    | Felipe Massa     | Williams-Mercedes | 1 min 13 s 099 | + 0 s 976 |

Si le temps reste chaud et sec pendant la deuxième séance d'essais avec 29 °C dans l'air et 54 °C en piste, la météo demeure très incertaine pour le reste du week-end. Pénalisé par la sortie de piste de Daniel Juncadella qui pilotait sa monoplace lors de la session matinale, Sergio Pérez est bloqué dans son garage tandis que ses mécaniciens s'échinent à réparer sa Force India VJM07. Romain Grosjean fixe le temps de référence en 1 min 16 s 001. Son coéquipier Pastor Maldonado améliore dans la foulée en 1 min 15 s 467 puis cède le commandement à Kevin Magnussen, en 1 min 15 s 232,,. 
Jean-Éric Vergne, qui n'a pas tourné lors de la session précédente, range sa Toro Rosso STR9 en bord de piste, ce qui provoque une interruption de la séance sur drapeau rouge. Esteban Gutiérrez, qui a perdu beaucoup de temps à cause d'ennuis techniques le matin, est à nouveau en butte à des soucis de MGU-K. À la relance, quelques minutes plus tard, Kimi Räikkönen tourne en 1 min 14 s 981. Son temps est battu ensuite par Nico Rosberg (1 min 14 s 681) et Daniel Ricciardo (1 min 14 s 499). Le pilote Ferrari reprend l'avantage en 1 min 14 s 207 mais est battu par ces mêmes rivaux, Rosberg tournant en 1 min 13 s 572 et Ricciardo en 1 min 13 s 546. Lewis Hamilton améliore en deux temps (1 min 13 s 468 puis 1 min 13 s 072) alors qu'il reste un peu moins d'une heure avant le drapeau à damier.
Les pilotes se relancent en pneus tendres pour préparer la qualification et, ainsi chaussé, Ricciardo se replace en tête en 1 min 12 s 956 mais Nico Rosberg, en 1 min 12 s 123, réalise le meilleur temps de la session, son coéquipier Lewis Hamilton faisant une légère erreur lors de son premier tour lancé en pneus tendres puis se montrant moins en forme ensuite. Räikkönen effectue, comme durant la matinée, plusieurs sorties de piste dans l'herbe du virage en montée qui ramène sur la ligne de départ. Sur l'autre Ferrari F14 T, Fernando Alonso est victime d'un début d'incendie au niveau des échappements ; il utilise un extincteur pour contenir les dégâts mais l'incident conduit à seconde interruption de séance par drapeau rouge pendant un peu moins de dix minutes,,.
À la relance, pendant qu'Alonso rentre aux paddocks à pied, Felipe Massa et Räikkönen manquent de se percuter dans la voie des stands. Esteban Gutiérrez abandonne à son tour sa Sauber, victime d'une surchauffe, au même endroit qu'Alonso un peu plus tôt, provoquant une troisième sortie des drapeaux rouges. La séance reprend quelques minutes plus tard pour neuf minutes qui ne permettent pas aux équipes de faire leurs simulations de course,,.

### Troisième séance, le samedi de 11 h à 12 h
| Pos. | Pilote           | Voiture           | Chrono         | Écart     |
| ---- | ---------------- | ----------------- | -------------- | --------- |
| 1    | Nico Rosberg     | Mercedes          | 1 min 10 s 446 |           |
| 2    | Lewis Hamilton   | Mercedes          | 1 min 10 s 560 | + 0 s 114 |
| 3    | Felipe Massa     | Williams-Mercedes | 1 min 10 s 875 | + 0 s 429 |
| 4    | Valtteri Bottas  | Williams-Mercedes | 1 min 11 s 054 | + 0 s 608 |
| 5    | Daniel Ricciardo | Red Bull-Renault  | 1 min 11 s 188 | + 0 s 742 |
| 6    | Jenson Button    | McLaren-Mercedes  | 1 min 11 s 210 | + 0 s 764 |

La température ambiante est de 23 °C au départ de la troisième et dernière séance d'essais libres. Tous les pilotes s'élancent immédiatement en piste, derrière Sergio Pérez et Jean-Éric Vergne qui manquent grandement de temps de roulage après leurs péripéties de la veille. Vergne réalise le premier temps chronométré, en 1 min 16 s 838 et l'améliore à deux reprises sur sa lancée (1 min 15 s 117 puis 1 min 13 s 993),,.
Si son coéquipier Daniil Kvyat prend un temps le commandement en 1 min 13 s 479, Vergne repasse en tête avec un tour bouclé en 1 min 13 s 389. Kevin Magnussen tourne ensuite en 1 min 13 s 016 et entre en lutte contre Valtteri Bottas (1 min 12 s 892) ;  Magnussen améliore alors en 1 min 12 s 729 et Bottas réplique en 1 min 12 s 097 avant de s'effacer derrière son coéquipier Felipe Massa (1 min 12 s 070 puis 1 min 11 s 559). Lewis Hamilton fait plusieurs erreurs de pilotage durant ses premiers tours et part même en tête-à-queue après plusieurs blocages de roues. Son coéquipier Nico Rosberg tourne très lentement, avec une grande quantité d'essence embarquée,,.
À la mi-séance les pilotes se relancent avec les pneus les plus tendres afin de préparer la qualification de l'après-midi. Ainsi chaussé, Fernando Alonso, en 1 min 11 s 399, prend un temps le commandement mais ne peut finalement pas s'opposer à Hamilton (1 min 10 s 560) et Rosberg (1 min 10 s 446) qui réalise ainsi le meilleur temps lors des trois sessions d'essais. Les Williams de Massa (1 min 10 s 875) et Bottas (1 min 11 s 054) occupent les troisième et quatrième rang, devant Daniel Ricciardo, Jenson Button et Kimi Räikkönen qui devance son coéquipier Alonso,,.
Nico Rosberg et Lewis Hamilton ont tous deux battu le record absolu de la piste précédemment détenu par Rubens Barrichello depuis sa pole position en 2004 en 1 min 10 s 646,,.

## Séance de qualifications

### Résultats des qualifications

#### Session Q1
Comme la semaine précédente, pour le Grand Prix des États-Unis, le format des qualifications est adapté en raison des absences de Marussia F1 Team et Caterham F1 Team ; ainsi, quatre pilotes sont éliminés en Q1 et autant en Q2. La température ambiante est de 25 °C et la piste est à 36 °C et le taux d'humidité de l'air de 63 % lorsque feu passe au vert. Si Felipe Massa et son coéquipier Valtteri Bottas sont chaussés des pneus les plus durs, le reste du plateau a choisi le composé tendre. Adrian Sutil fixe le temps de référence en 1 min 13 s 401, performance immédiatement battue par son coéquipier Esteban Gutiérrez, en 1 min 13 s 166,,.
Daniel Ricciardo améliore en 1 min 12 s 825 mais les temps au tour chutent au fur et à mesure du passage des pilotes : Daniil Kvyat tourne en 1 min 12 s 555, son coéquipier Jean-Éric Vergne en 1 min 12 s 553, Nico Hülkenberg en 1 min 12 s 491, Bottas en 1 min 11 s 834 et Massa en 1 min 11 s 570,,.
Les pilotes Mercedes passent ensuite à l'action et Lewis Hamilton prend la tête en 1 min 11 s 223 ; si Nico Rosberg améliore en 1 min 10 s 693, Hamilton réplique en 1 min 10 s 457 et Rosberg en 1 min 10 s 347. Fernando Alonso est furieux après son équipe qui l'envoie en piste dans le sillage de Pastor Maldonado ; il prend toutefois la troisième place dès son deuxième tour lancé et terminera la session à la dixième place,,.
Il ne reste plus que six minutes dans la séance lorsque Sebastian Vettel prend la piste. L'Allemand, qui a adopté des réglages pour la pluie au contraire de son coéquipier Ricciardo, rencontre des difficultés avec son système de récupération d'énergie et aligne une série de tours relativement lents : à une minute de la fin de séance, il ne pointe qu'à la treizième place, à la limite de la zone éliminatoire. Ayant peu à peu glissé aux huitième et dixième places, les pilotes Williams F1 Team choisissent de reprendre la piste pour assurer leur qualification en session Q2 chaussés désormais des pneumatiques tendres plus rapides. Leur choix s'avère payant puisque les quatre pilotes éliminés sont Maldonado et son coéquipier Romain Grosjean, Sergio Pérez et Vergne, handicapés par leur manque de roulage lors des séances d'essais libres,,.

#### Session Q2
Si l'atmosphère est toujours très chargée sur le circuit où la pluie est attendue en milieu d'après-midi, Nico Hülkenberg, le premier à s'élancer au volant d'une Force India VJM07 peu véloce, fixe le temps de référence en 1 min 12 s 306. Très rapidement, l'Allemand glisse en troisième position, derrière les Mercedes de Lewis Hamilton (1 min 10 s 712) puis de Nico Rosberg (1 min 10 s 303). Felipe Massa lui ravit ensuite la troisième place, à un dixième de seconde d'Hamilton,,.
Les pilotes, qui sont tous rentrés au stand après leur première tentative, se relancent chaussés de pneus neufs. Les ingénieurs de McLaren Racing annoncent alors à Jenson Button que sa cinquième place en pneus durs, en 1 min 11 s 127, devrait lui suffire pour se qualifier pour la Q3 et qu'il n'aura pas besoin de reprendre la piste. Rosberg, Hamilton et Daniil Kvyat choisissent également de rester au stand, les pilotes Mercedes disposant d'une grande marge sur leur rivaux et le Russe n'ayant rien à espérer de cette qualification puisqu'il doit purger un reliquat de pénalisation à la suite de l'utilisation d'un moteur supplémentaire cette saison,,.
Si, finalement, Button est renvoyé en piste par mesure de sécurité, aucun pilote ne bat la performance de Rosberg ; les quatre pilotes éliminés sont Kvyat, Hülkenberg, Adrian Sutil et son coéquipier Esteban Gutiérrez,,.

#### Session Q3
Les pilotes Mercedes sont les premiers en piste, sous un ciel de plus en plus menaçant. Lewis Hamilton prend la tête en 1 min 10 s 195, sa meilleure performance depuis le début du week-end. Nico Rosberg se montre toutefois plus rapide que son coéquipier dans les deux premiers secteurs et améliore, en 1 min 10 s 166. Valtteri Bottas, malgré un blocage de roue lors d'un freinage appuyé dans le second secteur pointe un temps en troisième position, en 1 min 10 s 305. Il est battu, de quelques centièmes de seconde, par son coéquipier Felipe Massa auteur du meilleur temps dans le troisième secteur. 139 millièmes de seconde séparent les quatre premiers ; suivent les McLaren de Jenson Button et Kevin Magnussen et les Red Bull Racing de Sebastian Vettel et Daniel Ricciardo. Les pilotes Ferrari, restés dans leur stand, ne feront donc qu'une tentative,,.
Les pilotes changent leurs pneus et se relancent aussitôt ; les dix pilotes se retrouvent ainsi en piste dans les dernières minutes de la séance qualificative. Si Kimi Räikkönen passe devant les Red Bull, Ricciardo et Vettel ne tardent pas à reprendre l'avantage, Vettel dépassant même Magnussen. Lewis Hamilton prend l'avantage sur Nico Rosberg en 1 min 10 s 056, qui réplique en 1 min 10 s 023,,.
Pour 33 millièmes de seconde, Nico Rosberg obtient sa dixième pole position de la saison. Son coéquipier l'accompagne une nouvelle fois en première ligne, la seconde revenant aux Williams de Massa et Bottas. Button, cinquième, devance Vettel ; suivent Magnussen et Alonso en quatrième ligne puis Ricciardo et Räikkönen,,.

### Grille de départ
| Pos.                                                                                      | Pilote            | Écurie               | Qualifications 1 | Qualifications 2 | Qualifications 3 |
| ----------------------------------------------------------------------------------------- | ----------------- | -------------------- | ---------------- | ---------------- | ---------------- |
| 1                                                                                         | Nico Rosberg      | Mercedes             | 1 min 10 s 347   | 1 min 10 s 303   | 1 min 10 s 023   |
| 2                                                                                         | Lewis Hamilton    | Mercedes             | 1 min 10 s 457   | 1 min 10 s 712   | 1 min 10 s 056   |
| 3                                                                                         | Felipe Massa      | Williams-Mercedes    | 1 min 10 s 602   | 1 min 10 s 343   | 1 min 10 s 247   |
| 4                                                                                         | Valtteri Bottas   | Williams-Mercedes    | 1 min 10 s 832   | 1 min 10 s 421   | 1 min 10 s 305   |
| 5                                                                                         | Jenson Button     | McLaren-Mercedes     | 1 min 11 s 097   | 1 min 11 s 127   | 1 min 10 s 930   |
| 6                                                                                         | Sebastian Vettel  | Red Bull-Renault     | 1 min 11 s 880   | 1 min 11 s 129   | 1 min 10 s 938   |
| 7                                                                                         | Kevin Magnussen   | McLaren-Mercedes     | 1 min 11 s 134   | 1 min 11 s 211   | 1 min 10 s 969   |
| 8                                                                                         | Fernando Alonso   | Ferrari              | 1 min 11 s 558   | 1 min 11 s 215   | 1 min 10 s 977   |
| 9                                                                                         | Daniel Ricciardo  | Red Bull-Renault     | 1 min 11 s 593   | 1 min 11 s 208   | 1 min 11 s 075   |
| 10                                                                                        | Kimi Räikkönen    | Ferrari              | 1 min 11 s 193   | 1 min 11 s 188   | 1 min 11 s 099   |
| 11                                                                                        | Esteban Gutiérrez | Sauber-Ferrari       | 1 min 11 s 520   | 1 min 11 s 591   |                  |
| 12                                                                                        | Nico Hülkenberg   | Force India-Mercedes | 1 min 11 s 848   | 1 min 11 s 976   |                  |
| 13                                                                                        | Adrian Sutil      | Sauber-Ferrari       | 1 min 11 s 943   | 1 min 12 s 099   |                  |
| 14                                                                                        | Daniil Kvyat      | Toro Rosso-Renault   | 1 min 11 s 423   | Pas de temps     |                  |
| 15                                                                                        | Romain Grosjean   | Lotus-Renault        | 1 min 12 s 037   |                  |                  |
| 16                                                                                        | Jean-Éric Vergne  | Toro Rosso-Renault   | 1 min 12 s 040   |                  |                  |
| 17                                                                                        | Sergio Pérez      | Force India-Mercedes | 1 min 12 s 076   |                  |                  |
| 18                                                                                        | Pastor Maldonado  | Lotus-Renault        | 1 min 12 s 233   |                  |                  |
| Temps minimal à réaliser pour la qualification : 1 min 15 s 271 (107 % de 1 min 10 s 347) |                   |                      |                  |                  |                  |

- Daniil Kvyat, auteur du quatorzième temps des qualifications, est pénalisé d'un recul de sept places (reliquat de sa pénalité entamée au Grand Prix des États-Unis) sur la grille de départ après avoir utilisé un septième moteur, le quota annuel étant fixé à cinq. Il s'élance de la dix-septième place de la grille[32].
- Sergio Pérez, auteur du dix-septième temps des qualifications, est pénalisé d'un recul de sept places pour avoir accroché Adrian Sutil au Grand Prix précédent. Il s'élance de la dix-huitième et dernière place de la grille[33].

## Course

### Déroulement de l'épreuve
Alors que les prévisions météorologiques étaient plus que pessimistes, le départ du Grand Prix est donné sous un ciel clément et sur une piste parfaitement sèche. Dix-sept pilotes se présentent sur la grille de départ, Adrian Sutil, dont les mécaniciens ont décelé un problème technique sur sa Sauber C33 s'élançant depuis l'extrémité de la voie des stands. Les onze premiers pilotes sont chaussés de pneus tendres dont la longévité est très réduite. À l'extinction des feux, Nico Rosberg réussit son envol, tout comme son coéquipier Lewis Hamilton qui l'accompagne en première ligne, et négocie en tête le premier virage. Felipe Massa, bien parti, conserve sa troisième place alors que son coéquipier Valtteri Bottas a beaucoup de mal à résister à ses poursuivants après un mauvais départ. Sebastian Vettel sort de la piste dans le troisième virage et perd deux places. Au premier passage sur la ligne, Rosberg devance donc Hamilton, Massa, Bottas, Jenson Button, Kevin Magnussen, Fernando Alonso, Vettel, Daniel Ricciardo, Esteban Gutiérrez, Kimi Räikkönen et Nico Hülkenberg,,.
Pastor Maldonado, dès le cinquième tour, est le premier à chausser ses pneus durs, rapidement imité par Massa qui écope, pour vitesse excessive dans les stands, d'une pénalité d'un stop-and-go de cinq secondes à effectuer lors de son prochain arrêt. Au tour suivant, Bottas, Button et Vettel rentrent pour se débarrasser de leurs pneumatiques tendres. Rosberg s'arrête au septième tour et Hamilton un tour après pour ressortir des stands dans l'aileron arrière de son coéquipier ; cinquième et sixième, ils sont devancés par Hülkenberg, Daniil Kvyat, Jean-Éric Vergne et Romain Grosjean qui, sur une stratégie décalée, ont pris le départ avec les pneus durs. Grâce à ses pneus plus frais, Rosberg les double et accroît même son avance sur Hamilton, notamment lors des dépassements de Kvyat et d'Hülkenberg qui observe son premier arrêt au terme du seizième tour et laisse les deux Mercedes en tête devant Kvyat et les Williams de Massa et Bottas,,.
Alors que le comportement des pneus durs, qui ont une sévère tendance à surchauffer, suscite des inquiétudes au sein de l'équipe Mercedes, notamment pour Hamilton à l'attaque pour réduire l'écart sur son coéquipier, Massa lance la deuxième vague d'arrêts au stand (et purge sa pénalité), suivi immédiatement par Rosberg. Hamilton entrevoit la possibilité de prendre la tête de la course grâce à une série de trois tours rapides supplémentaire mais part à la faute dans le secteur « Descida do Lago », au vingt-huitième tour ; en sortant de la piste en demi-tête-à-queue et une fois son arrêt observé, il ressort sept secondes derrière Rosberg, mais toujours en deuxième position,,. 
Après son excellent début de course, Räikkönen perd de nombreuses secondes lors de son deuxième arrêt au stand (problème au niveau de la roue avant-droite). Ricciardo est encore plus malchanceux puisqu'il abandonne, victime d'une rupture mécanique de sa suspension avant, au terme du trente-neuvième tour. Sutil change ses pneus au tour suivant, imité par Grosjean, Bottas (qui subit un arrêt prolongé), Maldonado, Vergne, Magnussen, Sergio Pérez, Vettel, Gutiérrez, Rosberg, Massa (qui se trompe de stand et s'arrête chez McLaren), Button, à nouveau Sutil, Hamilton et enfin Alonso entre les quarante-et-unième et cinquante-troisième tours. Bottas, en difficulté avec le comportement de sa monoplace, s'incline en piste face à Hülkenberg et Räikkönen. Au cinquante-quatrième tour, Rosberg devance Hamilton de sept dixièmes de seconde et Hülkenberg est repoussé à 28 secondes ; suivent Massa, Räikkönen, Button, Vettel, Kvyat, Alonso et Magnussen,,.
Lorsque, au soixantième tour, Grosjean s'arrête pour changer ses pneus (imité par Magnussen au suivant), le duel en tête de la course se poursuit sans pour autant que Lewis Hamilton puisse tenter une attaque sérieuse sur son équipier. Si la bataille entre Räikkönen et Button tourne à l'avantage du Britannique, le Finlandais est encore plus frustré de voir Vettel s'infiltrer et le passer également dans la foulée. Grosjean abandonne peu après sur problème moteur alors que les pilotes de la Scuderia Ferrari se battent pour le gain de la sixième place ; Alonso passe finalement Räikkönen à trois tours de l'arrivée. Rosberg remporte finalement sa cinquième victoire de la saison, devant Hamilton et Felipe Massa ; suivent pour les points Button, Vettel, Alonso, Räikkönen, Hülkenberg, Magnussen et Bottas,,.

### Classement de la course
| Pos. | no | Pilote            | Écurie               | Tours | Temps/Abandon                      | Grille  | Points |
| ---- | -- | ----------------- | -------------------- | ----- | ---------------------------------- | ------- | ------ |
| 1    | 6  | Nico Rosberg      | Mercedes             | 71    | 1 h 30 min 02 s 255 (203,854 km/h) | 1       | 25     |
| 2    | 44 | Lewis Hamilton    | Mercedes             | 71    | + 1 s 757                          | 2       | 18     |
| 3    | 19 | Felipe Massa      | Williams-Mercedes    | 71    | + 41 s 331                         | 3       | 15     |
| 4    | 22 | Jenson Button     | McLaren-Mercedes     | 71    | + 48 s 958                         | 5       | 12     |
| 5    | 1  | Sebastian Vettel  | Red Bull-Renault     | 71    | + 51 s 720                         | 6       | 10     |
| 6    | 14 | Fernando Alonso   | Ferrari              | 71    | + 1 min 02 s 206                   | 8       | 8      |
| 7    | 7  | Kimi Räikkönen    | Ferrari              | 71    | + 1 min 04 s 030                   | 10      | 6      |
| 8    | 27 | Nico Hülkenberg   | Force India-Mercedes | 71    | + 1 min 04 s 234                   | 12      | 4      |
| 9    | 20 | Kevin Magnussen   | McLaren-Mercedes     | 71    | + 1 min 10 s 385                   | 7       | 2      |
| 10   | 77 | Valtteri Bottas   | Williams-Mercedes    | 70    | + 1 tour                           | 4       | 1      |
| 11   | 26 | Daniil Kvyat      | Toro Rosso-Renault   | 70    | + 1 tour                           | 17      |        |
| 12   | 13 | Pastor Maldonado  | Lotus-Renault        | 70    | + 1 tour                           | 16      |        |
| 13   | 25 | Jean-Éric Vergne  | Toro Rosso-Renault   | 70    | + 1 tour                           | 15      |        |
| 14   | 21 | Esteban Gutiérrez | Sauber-Ferrari       | 70    | + 1 tour                           | 11      |        |
| 15   | 11 | Sergio Pérez      | Force India-Mercedes | 70    | + 1 tour                           | 18      |        |
| 16   | 99 | Adrian Sutil      | Sauber-Ferrari       | 70    | + 1 tour                           | pitlane |        |
| 17   | 8  | Romain Grosjean   | Lotus-Renault        | 63    | Moteur                             | 14      |        |
| Abd. | 3  | Daniel Ricciardo  | Red Bull-Renault     | 39    | Suspension                         | 9       |        |

### Pole position et record du tour
Nico Rosberg part en pole position pour la quatorzième fois de sa carrière, la dixième fois de la saison et la première fois au Brésil. 
- Pole position :  Nico Rosberg (Mercedes Grand Prix) en 1 min 10 s 023 (221,533 km/h)[38].
- Meilleur tour en course :  Lewis Hamilton (Mercedes Grand Prix) en 1 min 13 s 555  (210,895 km/h) au soixante-deuxième tour[39].

### Tours en tête
- Nico Rosberg : 59 tours (1-6 / 14-25 / 29-49 / 51-72)[40]
- Lewis Hamilton : 7 tours (7-8 / 26-28 / 50-51)
- Nico Hülkenberg : 5 tours (9-13)

## Classements généraux à l'issue de la course
| Pos. | Pilote           | Écurie               | Points |
| ---- | ---------------- | -------------------- | ------ |
| 1    | Lewis Hamilton   | Mercedes             | 334    |
| 2    | Nico Rosberg     | Mercedes             | 317    |
| 3    | Daniel Ricciardo | Red Bull-Renault     | 214    |
| 4    | Sebastian Vettel | Red Bull-Renault     | 159    |
| 5    | Fernando Alonso  | Ferrari              | 157    |
| 6    | Valtteri Bottas  | Williams-Mercedes    | 156    |
| 7    | Jenson Button    | McLaren-Mercedes     | 106    |
| 8    | Felipe Massa     | Williams-Mercedes    | 98     |
| 9    | Nico Hülkenberg  | Force India-Mercedes | 80     |
| 10   | Kevin Magnussen  | McLaren-Mercedes     | 55     |
| 11   | Kimi Räikkönen   | Ferrari              | 53     |
| 12   | Sergio Pérez     | Force India-Mercedes | 47     |
| 13   | Jean-Éric Vergne | Toro Rosso-Renault   | 22     |
| 14   | Romain Grosjean  | Lotus-Renault        | 8      |
| 15   | Daniil Kvyat     | Toro Rosso-Renault   | 8      |
| 16   | Pastor Maldonado | Lotus-Renault        | 2      |
| 17   | Jules Bianchi    | Marussia-Ferrari     | 2      |

| Pos.     | Écurie               | Points |
| -------- | -------------------- | ------ |
| Champion | Mercedes             | 651    |
| 2        | Red Bull-Renault     | 373    |
| 3        | Williams-Mercedes    | 254    |
| 4        | Ferrari              | 210    |
| 5        | McLaren-Mercedes     | 161    |
| 6        | Force India-Mercedes | 127    |
| 7        | Toro Rosso-Renault   | 30     |
| 8        | Lotus-Renault        | 10     |
| 9        | Marussia-Ferrari     | 2      |

## Statistiques
Le Grand Prix du Brésil 2014 représente :
- la 14e pole position de sa carrière pour Nico Rosberg, sa dixième cette saison[43] ;
- la 8e victoire de sa carrière pour Nico Rosberg[44] ;
- la 28e victoire pour Mercedes en tant que constructeur[45] ;
- la 114e victoire pour Mercedes en tant que motoriste[46] ;
- le 16e doublé pour Mercedes en tant que constructeur[47].
- le 11e doublé de la saison pour Mercedes, ce qui constitue un nouveau record[48] ;
- le 30e podium de la saison pour Mercedes, ce qui constitue un nouveau record[49] ;

Au cours de ce Grand Prix :
- Sebastian Vettel passe la barre des 1600 points inscrits en Formule 1 (1610 points)[50] ;
- Felipe Massa passe la barre des 900 points inscrits en Formule 1 (914 points)[51] ;
- Emanuele Pirro (37 départs en Grands Prix entre 1989 et 1991, 3 points inscrits, et quintuple vainqueur des 24 Heures du Mans) est nommé assistant des commissaires de course. Emanuele Pirro effectue son quatrième Grand Prix pour le compte de la FIA en tant que commissaire-pilote cette saison après avoir officié en Australie, en Belgique et en Hongrie. Avec quatorze mandats de commissaire-pilote, il rejoint Derek Warwick, en fonction cette saison à Bahreïn, Monaco et en Italie[52],[53].